# Pablo Xochiquentzin
Pablo Xochiquentzin fue tlatoani de Tenochtitlan de 1530 a 1536.
Al igual que su predecesor Motelchiuh, Xochiquentzin no era de clase alta, por lo que no estaba destinado a ser tlatoani, sino más bien un cuāuhtlahto. A pesar de ello, se pensó en él como sucesor de los tlatoques o gobernantes.
Xochiquetzin tenía relación con Martín Ocelotl, un prominente azteca que se vería involucrado en un famoso proceso iniciado por la recién establecida Inquisición mexicana. Ocelotl era el objetivo principal del obispo Juan de Zumárraga, pero se mantuvo a salvo hasta la muerte de Xochiquetzin. Xochiquetzin murió en 1536, después de gobernar durante cinco años. Tras su muerte, los españoles incrementaron sus esfuerzos en luchar contra el paganismo y la influencia de las clases altas nativas.